# Виенибас гатве
Виенибас гатве (латыш. Vienības gatve) — улица в Риге (микрорайоны Торнякалнс, Атгазене и Зиепниеккалнс) и Марупе.
Начинается на перекрестке с улицей Елгавас рядом с Домом природы и Домом науки Латвийского университета и заканчивается на границе Риги, у Медемского болота. От перекрестка с улицей Карля Улманя трасса главной национальной автомагистрали А8 проходит по Виенибас Гатве.
Улица имеет 2–4 полосы движения: на участке от улицы Елгавас до Карля Улманя гатве по одной полосе в каждом направлении, на остальной части улицы по две полосы в каждом направлении. Участок улицы Виенибас от улицы Вилкаинес до  Карла Улманя Гатве выложена брусчаткой. Общая длина улицы составляет около 6,9 км. На улице проложены трамвайные рельсы. 
Улица появилась в черте города в 19 веке. как новоая дорога из Риги в Елгаву . Строительство мостовой началось в 1830 году. Первоначально Виенибас гатве была напрямую соединена с улицей Акменю, но после расширения железнодорожной станции Торнякалнс начало улицы было перенесено. До 1935 года  Виенибас гатве называлась Елгавским шоссе. 

### Реконструкция улицы
В 2018 году Рижская дума при софинансировании Европейского фонда регионального развития провела работы по реконструкции участка Виенибас гатве от улицы Каплавас до улицы Озолциема, расширив проезжую часть до четырех полос (по две в каждом направлении), построив тротуары, установив остановки общественного транспорта в «карманах» и оборудовав по обочинам полосу местного движения. На перекрестках улиц Аболу и Озолциема установлены светофоры.  Общая стоимость строительства составила 2,7 млн латов, в том числе 0,5 млн латов — финансирование ЕФРР. В 2011 году вдоль Виенибас гатве была проложена велосипедная дорожка от Центра до Зиепниеккалнса.